# 프란시스코 가르시아 고메스
프란시스코 가르시아 고메스(스페인어: Francisco García Gómez, 1938년 2월 14일~2024년 8월 21일)는 흔히 파키토(스페인어: Paquito)로 알려진 스페인의 전 축구 미드필더이자 감독이다.

## 선수 경력
파키토는 아스투리아스 지방 오비에도 출신이다. 14년 현역 시절을 보내면서, 그는 오비에도와 발렌시아 소속으로 327번의 라 리가 경기에 출전하여 31골을 집어넣었다. 1970-71 시즌, 그는 27번의 경기에 출전(모든 경기 선발로 출전)하여 3골을 집어넣어, 소속 구단의 통산 4번째 리그 우승이자 24년만의 첫 리그 우승을 도왔다.
파키토는 스페인 국가대표팀에서 5년을 활약하면서 9번 국가대표팀 경기에 출전하였는데, 그의 첫 국가대표팀 경기는 1962년 11월 1일, 6-0으로 이긴 루마니아와의 1964년 유러피언 네이션스컵 예선전 안방 경기였다.

## 감독 경력
파키토는 30년 넘게 감독 활동을 하였는데, 그가 첫 지휘봉을 잡은 구단은 바야돌리드로 당시 1977–78 시즌에 세군다 디비시온에서 리그 7위를 차지했다. 그는 1부 리그 승격을 3번 달성했는데, 1992–93 시즌에는 라싱 산탄데르를 이끌고, 1994–95 시즌에는 라요 바예카노를 이끌고, 그리고 1999–2000 시즌에는 비야레알을 이끌고 해냈다.
이 중 비야레알에서, 파키토는 단장, 수석, 유소년부 단장, 그리고 선수 공급 구단인 온다의 감독을 맡았었다.

## 수상

### 클럽
발렌시아
- 라 리가: 1970–71[1]
- 코파 델 헤네랄리시모: 1966–67[1]
- 인터시티스 페어스컵: 1962–63[1]

### 국가대표팀
스페인
- UEFA 유럽 축구 선수권 대회: 1964